# Portugal e a Itália
Portugal e a Itália ou Enlace da Dinastia de Bragança com a Dinastia de Saboia, da autoria de José Miguel Ventura é uma monografia oitocentista onde se aborda os laços entre Portugal e a Itália através do casamento de D. Luís I de Portugal e Dona Maria Pia de Saboia, cuja união teve repercussões na vida política e social portuguesa da 2ª metade do século XIX. Foi publicado em 1862, em Lisboa, pela Editores - Silva Junior e Compª, contando um total de 224 páginas.
Este livro pertence à coleção Ruela Pombo, pertencente à rede de Bibliotecas municipais de Lisboa e é considerado uma "raridade bibliográfica".
Na capa anunciam-se os temas abordados, entre eles, as biografias de Dona Maria Pia de Saboia e de D. Luís I de Portugal bem como os festejos inerentes à boda.